# 米夏埃尔·西尔韦斯特
米夏埃尔·西尔韦斯特（義大利語：Michael Sylvester，1951年12月10日—），生于美国俄亥俄州辛辛那提，意大利男子篮球运动员。他曾代表意大利获得1980年夏季奥运会篮球比赛男子银牌。